# 미래과학자거리 파랑 타워
미래과학자거리 파랑 타워(영어: Blue Tower)는 조선민주주의인민공화국 평양시 중구역에 위치한 마천루이다.

## 같이 보기
- 조선민주주의인민공화국의 마천루 목록
- 평양시의 마천루 목록